# Pebanista yacuruna
Pebanista yacuruna és una espècie extinta de cetaci de la família dels platanístids que visqué a Sud-amèrica durant el Miocè inferior a mitjà, fa entre 14 i 17 milions d'anys. Se n'han trobat restes fòssils al Perú. Es tracta de l'única espècie reconeguda del gènere Pebanista. El nom genèric Pebanista és una combinació del nom del llac Pebas i de Platanista, un gènere modern de dofins de riu que és el seu tàxon germà, mentre que el nom específic yacuruna es refereix a una criatura mitològica de l'Amazònia peruana.
Era força més gros que els seus parents vivents, amb una llargada de tres metres i mig contra dos metres, i es nodria de peix.